# Шульц, Фёдор Карлович (тайный советник)
Фёдор Карлович Шульц (1828—1881) — сенатор, тайный советник.

## Биография
Родился 10 (22) февраля 1828 года.
Учился в Императорском училище правоведения, по окончании которого, 8 мая 1847 года поступил на службу в министерство юстиции; был сначала младшим, потом старшим помощником секретаря 2-го департамента Правительствующего сената; в 1850 году был определён секретарём 4-го департамента и одновременно исполнял должность юрисконсульта консультации, учрежденной при министерстве юстиции; затем в течение 1854—1857 годов состоял редактором 4-го отделения департамента того же министерства, вторично некоторое время исполнял там же обязанности юрисконсульта.
С 1859 году занял должность делопроизводителя в комиссариатском департаменте Морского министерства; в 1862 году был назначен вице-директором этого департамента, а через год, уже в чине действительного статского советника, который получил 17 апреля — директором и состоял в этой должности до 1866 года. За время службы в Морском министерстве он неоднократно состоял членом разных комиссий и комитетов: в 1862 году участвовал, как представитель морского ведомства, в комитете при министерстве финансов для изыскания средств к улучшению образца армейских сукон; в феврале 1863 года был в комиссии для статистического обозрения и исследования операционных действий эмеритальной кассы Морского ведомства; в сентябре того же года — в комитете об устройстве исправительной тюрьмы Морского ведомства; в 1866 году — в комиссии для пересмотра положения о провизионных билетах; наконец в том же году — в комитете, состоявшем под председательством члена Государственного Совета адмирала Н. Ф. Метлина, для пересмотра существующих постановлений о казённых подрядах и поставках.
Пожалованный в феврале 1867 года орденом Св. Владимира 3-й степени, в апреле по Именному Высочайшему указу он был определён членом консультации при министерстве юстиции и в 1869 году утверждён обер-прокурором 2-го отделения 3-го департамента Сената и, одновременно, стал исполнять должность по заведованию делами общего собрания 4-го, 5-го и Межевого департаментов; в 1868 году награждён орденом Св. Станислава 1-й степени. В 1871 году проводил подробные ревизии Витебской, Могилевcкой и Минской палат уголовного и гражданского суда и был награждён орденом Св. Анны 1-й степени. 
В 1873 году был произведён в тайные советники и с 30 августа 1873 года назначен сенатором; 1 января 1878 года ему был пожалован орден Св. Владимира 2-й степени.
Скоропостижно скончался на улице Парижа 1 (13) мая 1881 года. Похоронен на Новодевичьем кладбище вместе с женой, Елизаветой Васильевной (30.07.1833—18.04.1894).